# Ernest Shonekan
Ernest Adegunle Oladeinde Shonekan (ur. 9 maja 1936 w Lagos, zm. 11 stycznia 2022 tamże) – nigeryjski prawnik i polityk, od 26 sierpnia do 17 listopada 1993 roku prezydent Nigerii.

## Życiorys

### Młodość i wykształcenie
Urodził się i wychował w ówczesnej stolicy Nigerii Lagos. Był jednym z sześciorga dzieci w rodzinie. Kształcił się w szkole gramatycznej. Otrzymał dyplom prawa na uniwersytecie w Londynie. Na Harvard Business School odbywał szkolenia menedżerskie. 

### Kariera zawodowa
Od 1964 pracował w United Africa Company of Nigeria, po kilku latach został awansowany na stanowisko asystenta radcy prawnego. Był zastępcą doradcy dwa lata później, a wkrótce dołączył do zarządu. W 1980 został przewodniczącym i dyrektorem naczelnym w UAC. Był dyrektorem naczelnym największej afrykańskiej spółki w Afryce Czarnej.

### Kariera polityczna
Był wytrawnym i sprawdzonym biznesmenem posiadającym szerokie kontakty w całej Nigerii. Jego sprawdzone umiejętności, rzetelność bez widocznej politycznej stronniczości, spowodowały, że stał się potencjalnym kandydatem na stanowisko cywilnego zarządcy znajdującego się w środku gospodarczego i politycznego kryzysu kraju. 2 stycznia 1993, Shonekan przystąpił do rady przejściowej. Jako szef rady, był narażony na ataki za stan finansów publicznych. W 1993 deficyt budżetowy wynosił 28 mld nairów. Rząd nie był w stanie spłacić zadłużenia i musiał prowadzić stałe rozmowy dotyczące ponownego planu spłaty zadłużenia.

### Śmierć
Zmarł 11 stycznia 2022 w Lagos.